# Antoine d'Ursel
Pour les articles homonymes, voir d'Ursel, Jacques Cartier (homonymie) et Cartier.
Le comte Antoine d'Ursel, alias « Jacques Cartier », né le 23 janvier 1896 à Bruxelles et mort le 24 décembre 1943 noyé dans la Bidassoa en tentant de regagner l'Espagne et de là, l'Angleterre, est un résistant de la Seconde Guerre mondiale. Membre du réseau de renseignement Clarence depuis 1940, il devient en février 1943 le coordinateur pour la Belgique du réseau Comète,.

## Éléments biographiques
Antoine d'Ursel, né à Bruxelles le 23 janvier 1896, est le fils ainé du comte Auguste d'Ursel et d'Emma de Rouillé. Il est le septième enfant d'une fratrie qui en comptera onze (quatre enfants sont morts en bas âge).
En août 1914, volontaire, il s'engage et est enrôlé au sein du 2e régiment de guides. Son père meurt en 1916. En 1917, il chute lourdement de son cheval et se brise le bassin en 14 endroits, on lui prédit qu'il ne pourra plus jamais remarcher. Après la guerre, il part pour Sumatra pour y travailler dans une plantation.
Le 17 mars 1920, il épouse à Singapour Jeanne Blanche Thibault, l'infirmière française de Champagne-Ardenne qui l'avait soigné en 1917. Le couple a trois enfants, elle meurt six jours après l'accouchement du dernier né, à Saïgon, le 9 janvier 1923, âgée de 27 ans.
Un groupe d'investisseurs français le charge de trouver un site pour une nouvelle plantation d'hévéas de 25 000 hectares. Il sillonne l'Indochine et trouve l'endroit idéal dans la province de Kampong Cham, à Memot, au Cambodge. Grâce à l'apport financier français, il crée une société en 1927.

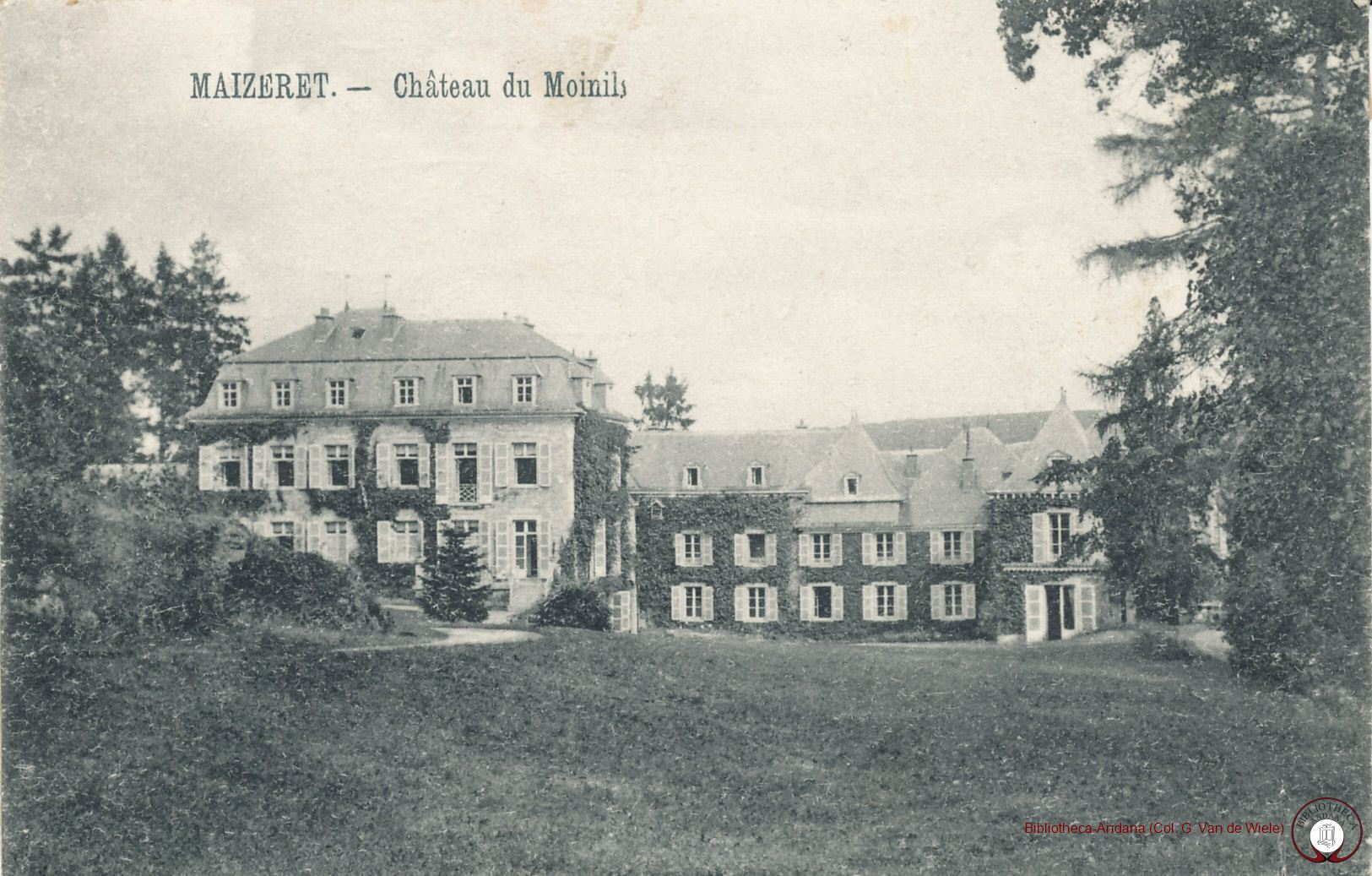
Le château du Moisnil à Maizeret.

Antoine d'Ursel se remarie le 8 avril 1929 à Jurbise, avec Marguerite de la Barre d'Erquelinnes, la cadette du comte Roger de la Barre d'Erquelinnes, la sœur d'Henri de la Barre d'Erquelinnes. Elle est également la tante de Marie-José Villiers. Le couple revient de temps en temps en Belgique et habite au château de Linterpoort (Zemst). Le 21 mars 1939, la famille acquiert le domaine du Moisnil en province de Namur. De ce second mariage naissent quatre enfants dont la cadette en mars 1940. Antoine d'Ursel travaille à la plantation jusqu'en mai 1940.
Pressentant l'inéluctable imminence d'une guerre, le couple convient que Marguerite et les enfants resteraient en Belgique et que si la guerre éclatait, ils se retrouveraient en France à Saint-Chamant en Auvergne, chez les beaux-parents du frère de Marguerite, Roger de la Barre d'Erquelinnes.

### Seconde Guerre mondiale
Le 12 mai 1940, lors du bombardement de Namur, une aile entière du château du Moisnil part en fumée. Marguerite et ses enfants prennent le chemin de l'exode. Les routes sont prises d'assaut par des populations entières fuyant l'avance nazie. Ils mettent dix jours pour arriver à Saint-Chamant et sont très surpris d'y être accueillis par leur père et mari qui avait pu en trois jours quitter le Cambodge et les y précéder.

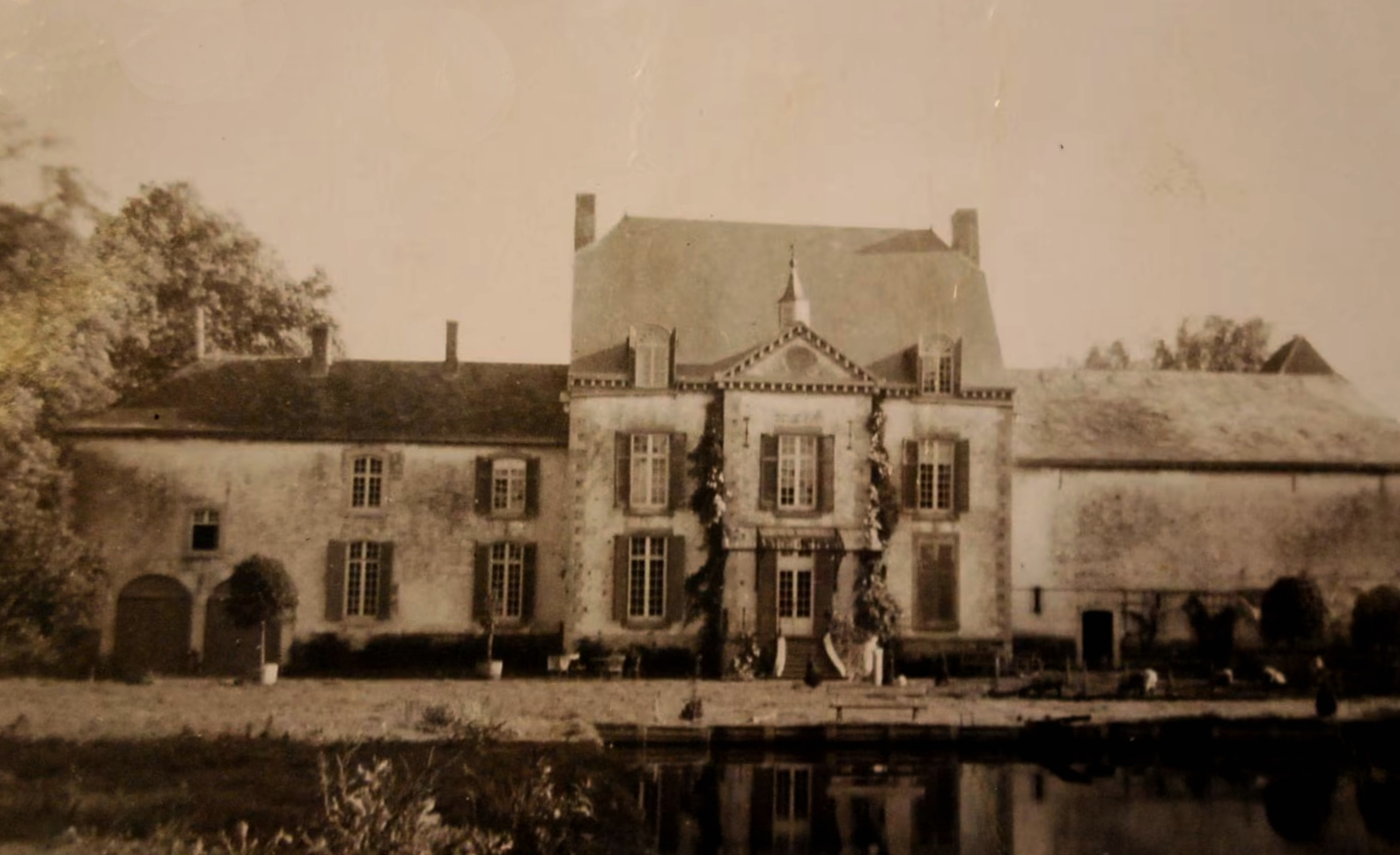
Le château de Pitet à Fallais vers 1940.

Dès 1940, Antoine d'Ursel intègre le réseau de renseignement Clarence. Il devient l'un des adjoints du chef du réseau, Walthère Dewé. Le couple se réinstalle au Moisnil en novembre 1940. Le 6 février 1943, Jean Greindl, le coordinateur pour la Belgique du réseau Comète est arrêté. Les alliés demandent à Walthère Dewé de libérer Antoine d'Ursel de ses fonctions pour lui permettre de reprendre celles de Jean Greindl à Bruxelles. Antoine d'Ursel, désormais appelé « Jacques Cartier », avec Jean-François Nothomb, Frédéric De Jongh, Micheline Dumon relance le réseau. Il prend pour adjoint Yvon Michiels. Le 8 juin 1943, le délateur qui, la veille, a conduit à l'arrestation de Frédéric De Jongh à Paris, Jacques Desoubrie, est de retour à Bruxelles avec les agents de la GFP pour une série d'interventions. La plupart des agents mis en place par Antoine d'Ursel sont arrêtés.
Il échappe cependant de justesse à la Geheime Feldpolizei qui lui tend un piège aux trois endroits où il a l'habitude de résider. Sa femme et sa sœur ainée Louise d'Ursel (Vicomtesse d'Hennezel) sont arrêtées à sa place et incarcérées à la prison de Saint Gilles. Il est contraint de plonger dans la clandestinité et de laisser les rênes de la coordination à Bruxelles à Yvon Michiels qui restera en poste de juin 1943 à avril 1944, lorsqu'il fut également contraint de regagner l'Angleterre.
Antoine d'Ursel constatant que la ligne Comète, à la demande expresse des Britanniques qui ne financent le passage que de leurs ressortissants, laisse sur le carreau de nombreux Belges souhaitant quitter le territoire, envisage alors de créer une nouvelle filière qui leur serait dédiée : la « Ligne B ». Pour en assurer le financement, il projette de rallier Londres pour demander au gouvernement belge en exil de prendre en charge, de la même manière, les coûts d'exfiltration de ces ressortissants belges.
Une réunion est organisée à Orval avec Jean-François Nothomb, qu’il accompagne ensuite à Gibraltar pour y rencontrer les Anglais en octobre 1943.

### La nuit du23au24 décembre 1943
Cette nuit-là, Jean-François Nothomb, qui a succédé à Andrée De Jongh à la tête du réseau depuis son arrestation en janvier et deux passeurs basques, Manuel et Ramon, doivent faire passer les Pyrénées à sept candidats à l'exfiltration. Il y a quatre aviateurs américains, un Français qui n'était pas membre du réseau, un Belge, Albert Ancia, alias « Daniel Mouton », et Antoine d'Ursel. Florentino Goikoetxea, le passeur de légende, grippé, n'avait pu prendre en charge le groupe, il est donc remplacé par deux guides que Jean-François Nothomb connaissait mais ils ne sont pas faits du même bois. Il pleut à verse. Après plusieurs heures de marche, le groupe arrive sur la berge de la Bidassoa au point de passage. La rivière est en crue, son débit est puissant. Ils décident de passer néanmoins à gué pour ne pas avoir à se dérouter vers un petit pont. Habitués, les guides et Jean-François Nothomb nouent leur pantalon autour de leur cou et entrent dans les eaux glacées. Le groupe s'avance, il y a les quatre Américains et le Français, ils ont de l'eau jusqu'à la taille. Comme convenu, Ramon, la rivière traversée, part en éclaireur dans la montagne espagnole et attend le groupe à un endroit convenu. Manuel, retraverse vers le côté français pour aider à faire traverser Antoine d'Ursel et Albert Ancia,.

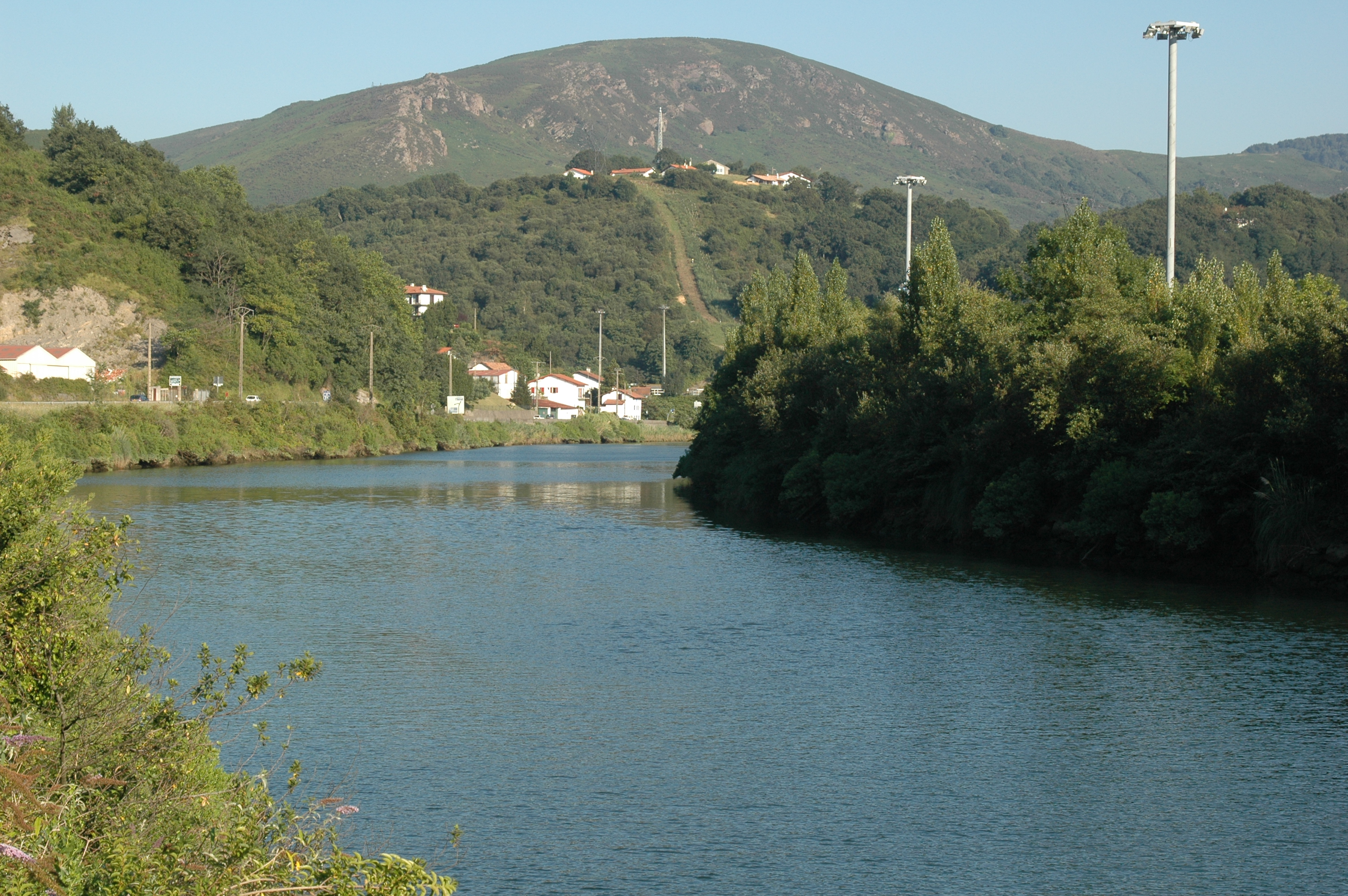
La Bidassoa, de jour et à la belle saison, aux environs de Biriatou.

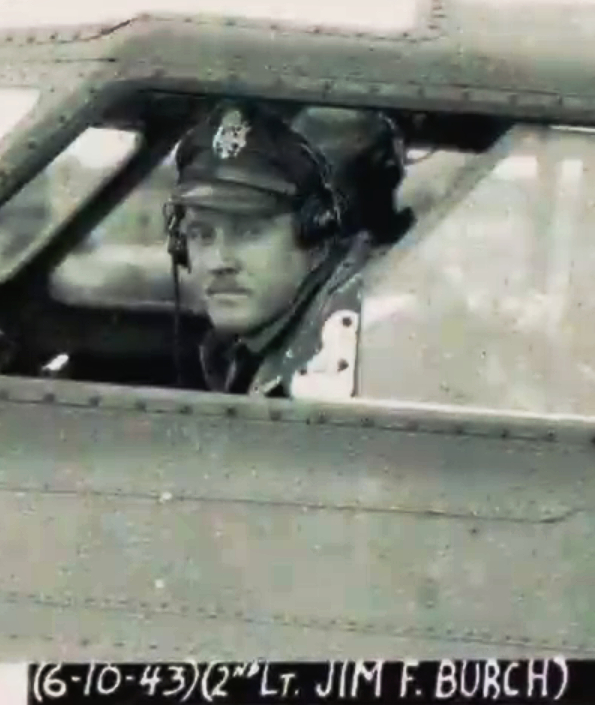
Jim Burch, second lieutenant, photographié le 6 octobre 1943, quatre jours avant que son avion ne soit abattu au dessus de la Hollande.

Jean-François-Nothomb les attend côté espagnol. Lorsque les trois hommes sont au milieu du gué, quatre coups de feu retentissent. Au même instant, Jean-François Nothomb entend un cri, il s'agit d'Antoine d'Ursel qui a perdu l'équilibre, les trois hommes sont emportés dans les flots tumultueux. Seul Manuel arrive de l'autre côté. Albert Ancia, emporté parvient à regagner la berge bien plus en aval mais il est aussitôt arrêté par les douaniers espagnols. Jean-François envoie Manuel s'occuper du reste du groupe tandis que lui sillonne la berge côté espagnol à la recherche d'Antoine d'Ursel. Soudain, en réponse à ses sifflements, Jean-François entend un sifflement provenant de la berge opposée, c'est Antoine d'Ursel, il est en sécurité. Jean-François Nothomb retraverse la rivière et rejoint Antoine d'Ursel qui est transi de froid, son pantalon a été emporté par le courant. Jean-François Nothomb lui dit qu'ils vont retourner chez Kattalin Aguirre (en) à Ciboure et qu'ils tenteront la traversée un autre jour. Mais le comte d'Ursel, âgé de 47 ans, ne veut rien entendre de Jean-François Nothomb, alors âgé de 24 ans. Ce dernier confie dans ses mémoires : « Je n'aurais pas dû accéder à ses souhaits mais il avait le double de mon âge et trois fois plus d'expérience que moi dans la vie »,.
Ils se remettent donc en route pour retenter de traverser. Jean-François Nothomb est en tête, Antoine d'Ursel suit derrière agrippé au pantalon noué autour du cou de Jean-François Nothomb. Soudain, trois nouveaux coups de feu retentissent, ils poursuivent leur chemin et, arrivé au milieu, là où le courant est le plus fort, Antoine d'Ursel perd pied et est emporté par les flots. Jean-François le cherche, l'appelle. Il parvient à regagner la berge française, il la descend pendant une demi-heure à la recherche d'Antoine, il siffle, attend une réponse, en vain. Jean-François est désespéré, il se rend à Ciboure et va réveiller Florentino qui est fiévreux, il se met néanmoins en route pour Biriatou mais il rentre bredouille. Ce n'est qu'en janvier 1944 qu'ils apprendront de sources anglaises que les gardes frontières avaient repêché deux cadavres, celui d'Antoine d'Ursel et celui du sous-lieutenant James Frederic Burch qui, tombé à l'eau, s'est également noyé cette nuit-là dans des circonstances inconnues de tous. Les corps, sont découverts le lendemain vers Irun par les gendarmes de Béhobie, ils sont ensuite remis aux Allemands, on ignore, aujourd'hui encore, le lieu de leurs sépultures,.
Les trois autres Américains, pris sous le feu des gardes espagnols, sont également arrêtés cette nuit-là,.

En terminant l'hommage qu'il rend à son grand-père lors de l'inauguration du monument sur la Bidassoa, en 2016, le comte Benoît d'Ursel reprend quelques mots de Jean-François Nothomb qui écrivait à propos du réseau Comète : 

« Comète était composé de femmes et d’hommes de toutes les conditions sociales, non-croyants et croyants, pauvres et riches, roturiers et nobles, tous unis par cet esprit de la Ligne que j’ai à peine évoqué, qui leur donnait une certaine qualité d’âme, difficile à définir, mais qui vous saisissait tout entier. […] J’ai compris, et mieux de jour en jour, que la vraie noblesse est celle du cœur. »

## Reconnaissances

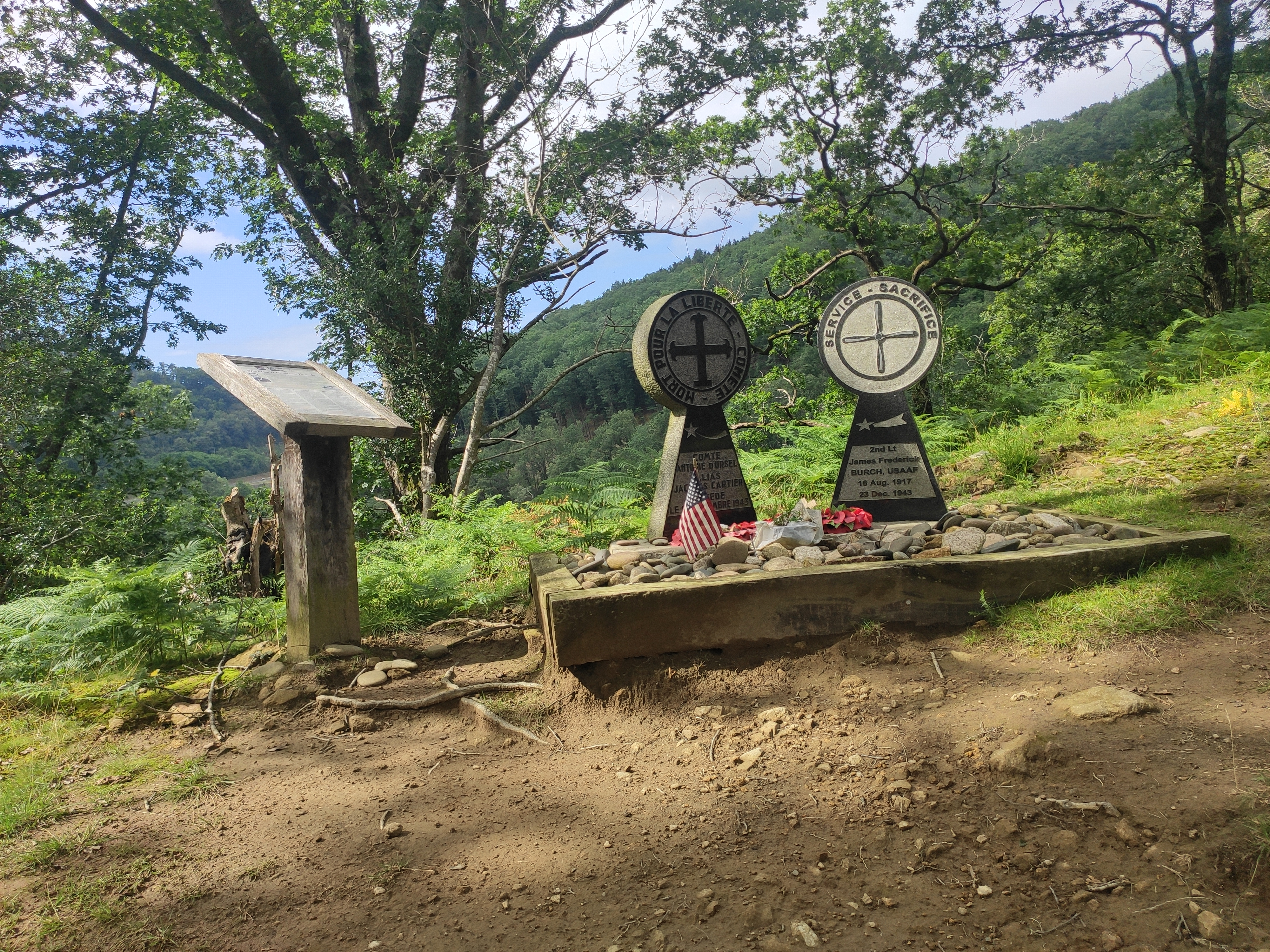
Le monument comportant les deux stèles inauguré en 2016, sur les hauteurs de la Bidassoa (commune de Biriatou) pour honorer la mémoire d'Antoine d'Ursel et de James Frederick Burch.

- Officier de l'ordre de Léopold avec palme
- Croix de guerre 1940 avec palme ;
- King's Commendation for Bravery (en).
- Croix de guerre française.
- Major ARA
- Après guerre, la famille du Comte installe une croix à la mémoire d'Antoine d'Ursel, elle est emportée par une crue du fleuve. En 1973, ils y installent une seconde plus en hauteur. Le 16 avril 2016 la seconde stèle est (ré)inaugurée à Biriatou sur un monument où figure également une stèle, réalisée, elle en 2016, à la mémoire de James Frederick Burch[3].